# 2021–2022-es NBA-szezon
A 2021–2022-es NBA-szezon a National Basketball Association 76. szezonja. Az alapszakasz 2021 októberében kezdődött és 2022 áprilisában fog befejeződni. Ez az első alkalom a Covid19-pandémia kezdete óta, hogy az NBA visszatért eredeti, októbertől áprilisig tartó és 82 mérkőzés hosszú szezonjához. Az All Star-gála Clevelandben, a Rocket Mortgage FieldHouse-ban került megrendezésre, 2022. február 20-án. A bajnok a Golden State Warriors lett.
Az NBA ezen szezon előtt jelentette be a 75. évfordulójának csapatát, amely a liga történetének legjobb hetvenöt játékosát sorolja fel.

## Tranzakciók

### Visszavonulások
- 2021. július 6-án Ian Mahinmi bejelentette, hogy visszavonul az NBA-ből. Tizenkét szezont játszott a ligában, egyszer volt bajnok a Dallas Mavericks csapatával, 2011-ben.[3]
- 2021. július 18-án Omri Casspi bejelentette, hogy visszavonul az NBA-ből. Tizenegy éves NBA-karrierje során hét csapatban játszott.[4]
- 2021. július 21-én Amile Jefferson bejelentette, hogy visszavonul az NBA-ből. Jefferson két szezont játszott az Orlando Magic színeiben.[5]
- 2021. augusztus 7-én Jarrett Jack bejelentette visszavonulását. Tizenhárom éves karrierje alatt kilenc csapatban játszott.[6]
- 2021. augusztus 11-én J. R. Smith a North Carolina A&T State University tanulója lett, hogy a Aggies golfcsapat tagja lehessen, ezzel lényegében lezárva karrierjét az NBA-ben.[7] Tizenhat év alatt öt csapatban játszott, 2016-ban bajnoki címet nyert a Cleveland Cavaliers csapatával és 2020-ban a Los Angeles Lakersszel.
- 2021. augusztus 12-én Kyle Korver bejelentette, hogy visszavonul az NBA-ből. Tizenhét éves karrierje során hat csapatban játszott.[8]
- 2021. augusztus 24-én Jared Dudley bejelentette, hogy visszavonul az NBA-ből és a Dallas Mavericks asszisztens edzője lett. Hét csapatban játszott tizennégy éves karrierje során, 2020-ban bajnok lett a Los Angeles Lakers tagjaként.[9]
- 2021. szeptember 21-én JJ Redick bejelentette, hogy visszavonul az NBA-ből. Tizenöt éves karrierje alatt hat csapatban játszott.[10]
- 2021. október 5-én Pau Gasol bejelentette, hogy visszavonul az NBA-ből. Öt csapatban játszott 18 éves NBA-karrierje alatt, 2009-ben és 2010-ben is bajnok lett a Los Angeles Lakers csapatával.[11]
- 2021. október 22-én Gerald Green bejelentette, hogy visszavonul az NBA-ből és a Houston Rockets edzői stábjának tagja lett. Nyolc csapatban játszott tizenöt év alatt.[12]
- 2021. november 11-én Damjan Rudež bejelentette, hogy visszavonul a kosárlabdától. Három éves NBA-karrierje során három csapatban játszott.[13]
- 2021. november 26-án Alexis Ajinça bejelentette, hogy visszavonul a kosárlabdától. Tizenhárom éves karrierje során négy NBA-csapatban játszott.[14]
- 2021. november 27-én Beno Udrih bejelentette, hogy visszavonul a kosárlabdától, miután az elmúlt két évben edző volt a New Orleans Pelicans csapatánál. Tizenhárom éves NBA-karrierje során nyolc csapatban játszott.[15]
- 2022. január 18-án Chandler Parsons bejelentette, hogy visszavonul a kosárlabdától. Kilenc éves karrierje során négy csapatban játszott.[16]
- 2022. március 9-én Jeff Teague bejelentette, hogy visszavonul a kosárlabdától. Tizenkét év alatt öt csapatban játszott, 2021-ben a Milwaukee Bucks csapatával NBA-bajnok lett. Egyszeres All Star, az Atlanta Hawks játékosmegfigyelője lett.[17]
- 2022. március 21-én Jamal Crawford bejelentette, hogy visszavonul a kosárlabdától. Húsz év alatt kilenc csapatban játszott, rekordsokszor, háromszor (2010, 2014, 2016) nyerte el Az év hatodik embere díjat.[18]

### Igazolások
Az igazolási időszak 2021. augusztus 2-án kezdődött. A fontosabb szerződések közé tartozott, hogy Kyle Lowry kilenc év után elhagyta a Toronto Raptorst, Lonzo Ball aláírt egy $85 millió dolláros szerződést négy évre a Chicago Bulls csapatával, csatlakozva DeMar DeRozanhoz, mint a Bulls igazolásai. A Los Angeles Clippers és a Phoenix Suns is új szerződést adott szupersztárjaiknak, Kawhi Leonardnek és Chris Paulnak. A keleti parti csapatok közül a Brooklyn Nets 198 millió dolláros szerződéshosszabbítást adott Kevin Durantnek.

### Edzőváltások
| Csapat                 | 2020–21-es szezon    | Indok                                      | 2021–22-es szezon       | For.          |
| Szezon kezdete előtt   | Szezon kezdete előtt | Szezon kezdete előtt                       | Szezon kezdete előtt    | For.          |
| ---------------------- | -------------------- | ------------------------------------------ | ----------------------- | ------------- |
| Atlanta Hawks          | Nate McMillan        | Átmeneti                                   | Nate McMillan           | [ 24 ]        |
| Boston Celtics         | Brad Stevens         | Stevens a Celtics ügyvezetője lett.        | Ime Udoka               | [ 25 ] [ 26 ] |
| Dallas Mavericks       | Rick Carlisle        | Lemondott.                                 | Jason Kidd              | [ 27 ] [ 28 ] |
| Indiana Pacers         | Nate Bjorkgren       | Kirúgva.                                   | Rick Carlisle           | [ 29 ] [ 30 ] |
| New Orleans Pelicans   | Stan Van Gundy       | Közös megegyezés.                          | Willie Green            | [ 31 ] [ 32 ] |
| Orlando Magic          | Steve Clifford       | Közös megegyezés.                          | Jamahl Mosley           | [ 33 ] [ 34 ] |
| Portland Trail Blazers | Terry Stotts         | Közös megegyezés.                          | Chauncey Billups        | [ 35 ] [ 36 ] |
| Washington Wizards     | Scott Brooks         | Csapat nem hosszabbította meg szerződését. | Wes Unseld Jr.          | [ 37 ] [ 38 ] |
| Szezon közben          |                      |                                            |                         |               |
| Sacramento Kings       | Luke Walton          | Kirúgva.                                   | Alvin Gentry (átmeneti) | [ 39 ]        |

### Játékos-tranzakciók
- 2021. június 18.: Boston Celtics – Oklahoma City Thunder[40]
  - Celtics kapta: Moses Brown, Al Horford, 2023-as második köri választás[a]
  - Thunder kapta: Kemba Walker, 2021-es első köri választás, 2025-ös második köri választás[b]
- 2021. július 29.: draft napi tranzakciók
- 2021. július 30.: Houston Rockets – Oklahoma City Thunder[41]
  - Rockets kapta: Alperen Şengün draftjoga
  - Thunder kapta: 2022-es védett első köri választás (Detroit választás)[c], 2023-as védett első köri választás (Washington választás)[d]
- 2021. július 30.: Indiana Pacers – Milwaukee Bucks[42]
  - Pacers kapta: Isaiah Todd draftjoga
  - Bucks kapta: Szandro Mamukelasvili draftjoga, Georgios Kalaitzakis draftjoga, 2024-es második köri választás,[e] 2026-os második köri választás[f]
- 2021. július 30.: New York Knicks – Oklahoma City Thunder[43]
  - Knicks kapta: Rokas Jokubaitis draftjoga, Miles McBride draftjoga
  - Thunder kapta: Jeremiah Robinson-Earl draftjoga
- 2021. július 30.: Utah Jazz – Oklahoma City Thunder[44]
  - Jazz kapta: 2027-es második köri választás, pénzösszeg
  - Thunder kapta: Derrick Favors, 2024-es védett első köri választás[g]
- 2021. július 31.: Boston Celtics – Dallas Mavericks[45]
  - Celtics kapta: Josh Richardson
  - Mavericks kapta: Moses Brown
- 2021. augusztus 3.: Minnesota Timberwolves – Cleveland Cavaliers[46]
  - Timberwolves kapta: Taurean Prince, 2022-es második köri választás (Washington választás), pénzösszeg
  - Cavaliers kapta: Ricky Rubio
- 2021. augusztus 6.: Brooklyn Nets – Phoenix Suns[47]
  - Nets kapta: Jevon Carter, Day’Ron Sharpe draftjoga
  - Suns kapta: Landry Shamet
- 2021. augusztus 6.: Charlotte Hornets – Detroit Pistons[48]
  - Hornets kapta: Mason Plumlee, JT Thor draftjoga
  - Pistons kapta: Balša Koprivica draftjoga
- 2021. augusztus 6.: Miami Heat – Toronto Raptors[49]
  - Heat kapta: Kyle Lowry
  - Raptors kapta: Precious Achiuwa, Goran Dragić
- 2021. augusztus 6.: Brooklyn Nets – Indiana Pacers – Los Angeles Lakers – San Antonio Spurs – Washington Wizards[50]
  - Nets kapta: 2024-es második köri választás (Washingtonból)[h], 2025-ös második köri választáscsere (Washingtonból)[i], Nikola Milutinov (2015, 26.) draftjoga (San Antonióból)
  - Pacers kapta: Isaiah Jackson draftjoga (Indianaból)
  - Lakers kapta: Russell Westbrook, 2023-as második köri választás (CHI), 2024-es második köri választás,[j] 2028-as második köri választás (WAS)
  - Spurs kapta: Chandler Hutchinson (Washingtonból), 2022-es második köri választás (Washingtonból)[k]
  - Wizards kapta: Kentavious Caldwell-Pope (Los Angelesből), Spencer Dinwiddie (Netsből) Montrezl Harrell (Los Angelesből), Aaron Holiday (Indianaból), Kyle Kuzma (Los Angelesből), Isaiah Todd draftjoga (Indianaból), pénzösszeg (Indianaból)
- 2021. augusztus 7.: Chicago Bulls – Houston Rockets[51]
  - Bulls kapta: pénzösszeg
  - Rockets kapta: Daniel Theis
- 2021. augusztus 7.: Golden State Warriors – Utah Jazz[52]
  - Warriors kapta: 2026-os második köri választás (Memphis választás)[l]
  - Jazz kapta: Eric Paschall
- 2021. augusztus 7.: Los Angeles Clippers – New Orleans Pelicans[53]
  - Clippers kapta: Brandon Boston Jr. draftjoga[m]
  - Pelicans kapta: 2022-es védett első köri választás (Sacramento választás)[n], pénzösszeg
- 2021. augusztus 7.: Memphis Grizzlies – Milwaukee Bucks[54]
  - Grizzlies kapta: Sam Merrill, 2024-es második köri választás,[o] 2026-os második köri választás[p]
  - Bucks kapta: Grayson Allen
- 2021. augusztus 7.: Memphis Grizzlies – Utah Jazz[55]
  - Grizzlies kapta: Santi Aldama draftjoga
  - Jazz kapta: Jared Butler draftjoga,[q] 2022-es második köri választás,[r] 2026-os második köri választás[s]
- 2021. augusztus 7.: Atlanta Hawks – Boston Celtics – Sacramento Kings
  - Hawks kapta: Delon Wright (Sacramentóból)
  - Celtics kapta: Kris Dunn (Atlantából), Bruno Fernando (Atlantából), 2023-as második köri választás (Portland választás, Atlantából)
  - Kings kapta: Tristan Thompson (Bostonból)
- 2021. augusztus 7.: Charlotte Hornets – New Orleans Pelicans – Memphis Grizzlies[56]
  - Hornets kapta: Wes Iwundu (New Orleansből), Tyler Harvey draftjoga (2015, 51.) (Memphisből), 2022-es védett első köri választás (New Orleansből)[t], pénzösszeg (New Orleansből)
  - Pelicans kapta: Devonte’ Graham (Charlotte-ból), Jonas Valančiūnas (Memphisből), Trey Murphy III draftjoga (Memphisből), Brandon Boston Jr. draftjoga (Memphisből)[u]
  - Grizzlies kapta: Steven Adams (New Orleansből), Eric Bledsoe (New Orleansből), Ziaire Williams draftjoga (New Orleansből), Jared Butler draftjoga (New Orleansből), 2022-es védett első köri választás (New Orleansből)[v]
- 2021. augusztus 8.: Chicago Bulls – New Orleans Pelicans[57]
  - Bulls kapta: Lonzo Ball
  - Pelicans kapta: Tomáš Satoranský, Garrett Temple, 2024-es második köri választás, pénzösszeg
- 2021. augusztus 8.: Indiana Pacers – San Antonio Spurs[58]
  - Pacers kapta: 2023-as védett második köri választás[w]
  - Spurs kapta: Doug McDermott, 2023-as védett második köri választás,[x] 2026-os második köri választáscsere[y]
- 2021. augusztus 11.: Chicago Bulls – San Antonio Spurs[59]
  - Bulls kapta: DeMar DeRozan
  - Spurs kapta: Al-Farouq Aminu, Thaddeus Young, 2022-es második köri választás,[z] 2025-ös védett első köri választás,[aa] 2025-ös második köri választás
- 2021. augusztus 16.: Los Angeles Clippers – Memphis Grizzlies[60]
  - Clippers kapta: Eric Bledsoe
  - Grizzlies kapta: Patrick Beverley, Daniel Oturu, Rajon Rondo
- 2021. augusztus 17.: Boston Celtics – New York Knicks[61]
  - Celtics kapta: pénzösszeg
  - Knicks kapta: Evan Fournier, 2022-es védett második köri választás (Charlotte-ból)[ab], 2023-as második köri választás[ac]
- 2021. augusztus 25.: Minnesota Timberwolves – Memphis Grizzlies[62]
  - Timberwolves kapta: Patrick Beverley
  - Grizzlies kapta: Jarrett Culver, Juancho Hernangómez
- 2021. augusztus 28.: Chicago Bulls – Cleveland Cavaliers – Portland Trail Blazers[63]
  - Bulls kapta: Derrick Jones Jr. (Portlandből), 2022-es védett első köri választás (Portlandből)[ad], 2023-as védett első köri választás (Denver választás, Clevelandből)[ae]
  - Cavaliers kapta: Lauri Markkanen
  - Trail Blazers kapta: Larry Nance Jr. (Clevelandből)
- 2021. szeptember 4.: Brooklyn Nets – Detroit Pistons[64]
  - Nets kapta: Sekou Doumbouya, Jahlil Okafor
  - Pistons kapta: DeAndre Jordan, 2022-es második köri választás,[af] 2024-es második köri választás,[ag] 2025-ös második köri választás,[ah] 2027-es második köri választás, pénzösszeg
- 2021. szeptember 10.: Los Angeles Lakers – Detroit Pistons[65]
  - Lakers kapta: Vang Cselin draftjoga (2016, 57.)
  - Pistons kapta: Marc Gasol, 2024-es második köri választás, pénzösszeg
- 2021. szeptember 15.: Boston Celtics – Memphis Grizzlies[66]
  - Celtics kapta: Juancho Hernangómez
  - Grizzlies kapta: Kris Dunn, Carsen Edwards, 2026-os második köri választáscsere[ai]
- 2021. október 6.: Brooklyn Nets – Houston Rockets[67]
  - Nets kapta: pénzösszeg
  - Rockets kapta: Sekou Doumbouya, 2024-es második köri választás
- 2021. október 6.: Brooklyn Nets – Indiana Pacers[68]
  - Nets kapta: Edmond Sumner, 2025-ös védett második köri választás (Miami választás)[aj]
  - Pacers kapta: Juan Pablo Vaulet draftjoga (2015, 39.)
- 2022. január 3.: Cleveland Cavaliers – Los Angeles Lakers – New York Knicks[69]
  - Cavaliers kapta: Rajon Rondo (Los Angelesből)
  - Lakers kapta: Louis Labeyrie draftjoga (2014, 57.) (New Yorkból)
  - Knicks kapta: Denzel Valentine (Clevelandből), Brad Newley draftjoga (2007, 54.) (Los Angelesből), Cselin Vang draftjoga (2016, 57.) (Los Angelesből), pénzösszeg (Los Angelesből)
- 2022. január 4.: Oklahoma City Thunder – Utah Jazz[70]
  - Thunder kapta: Miye Oni, 2028-as második köri választás[ak]
  - Jazz kapta: pénzösszeg
- 2022. január 10.: Detroit Pistons – Denver Nuggets[71] (visszavonva: január 13-án)[72]
  - Pistons kapta: Bol Bol
  - Nuggets kapta: Rodney McGruder, 2022-es második köri választás (Brooklyn választása)
- 2022. január 13.: Atlanta Hawks – New York Knicks[73]
  - Hawks kapta: Kevin Knox, 2022-es védett első köri választás (Charlotte választása)[al]
  - Knicks kapta: Cam Reddish, Solomon Hill, 2025-ös második köri választás
- 2022. január 19.: Boston Celtics – Denver Nuggets – San Antonio Spurs[74]
  - Celtics kapta: Bol Bol (Denverből), PJ Dozier (Denverből)
  - Nuggets kapta: Bryn Forbes (San Antonióból)
  - Spurs kapta: Juancho Hernangómez (Bostonból), 2028-as második köri választás (Denverből)[am], pénzösszeg (Bostonból), pénzösszeg (Denverből)
- 2022. február 4.: Los Angeles Clippers – Portland Trail Blazers[75]
  - Clippers kapta: Norman Powell, Robert Covington
  - Trail Blazers kapta: Eric Bledsoe, Justise Winslow, Keon Johnson, 2025-ös második köri választás (Detroit választása)
- 2022. február 7.: Cleveland Cavaliers – Indiana Pacers[76]
  - Cavaliers kapta: Caris LeVert, 2022-es második köri választás (Miami választása)
  - Pacers kapta: Ricky Rubio, 2022-es lottó-védett első köri választás,[an] 2022-es második köri választás (Houston választása), 2027-es második köri választás (Utah választása)
- 2022. február 8.: Portland Trail Balzers – New Orleans Pelicans[77]
  - Trail Blazers kapta: Josh Hart, Tomáš Satoranský, Nickeil Alexander-Walker, Didi Louzada, 2022-es védett második köri választás,[ao] 2026-os második köri választás,[ap] 2027-es második köri választás
  - Pelicans kapta: CJ McCollum, Larry Nance Jr., Tony Snell
- 2022. február 8.: Sacramento Kings – Indiana Pacers[78]
  - Kings kapta: Domantas Sabonis, Justin Holiday, Jeremy Lamb, 2023-as második köri választás[aq]
  - Pacers kapta: Tyrese Haliburton, Buddy Hield, Tristan Thompson
- 2022. február 9.: Miami Heat – Oklahoma City Thunder[79]
  - Heat kapta: 2026-os második köri választás[ar]
  - Thunder kapta: KZ Okpala, 2023-as első köri választás védettségének megváltoztatása[as]
- 2022. február 9.: Portland Trail Balzers – San Antonio Spurs – Utah Jazz[80]
  - Trail Balzers kapta: Elijah Hughes (Utahból), Joe Ingles (Utahból), 2022-es második köri választás (Memphis választása)
  - Spurs kapta: Tomáš Satoranský (Portlandből), 2027-es második köri választás (Utahból)[at]
  - Jazz kapta: Nickeil Alexander-Walker (Portlandből), Juancho Hernangómez (San Antonióból)
- 2022. február 10.: Detroit Pistons – Los Angeles Clippers – Milwaukee Bucks – Sacramento Kings[81]
  - Pistons kapta: Marvin Bagley III (Sacramentoból)
  - Clippers kapta: Rodney Hood (Milwaukeeból), Semi Ojeleye (Milwaukeeból), Vanja Marinković (2019, 60.) draftjoga (Sacramentóból)
  - Bucks kapta: Serge Ibaka (Los Angelesből), 2023-as második köri választás (Detroitból)[au], 2024-es második köri választás (Detroitból, Portland választása), pénzösszeg
  - Kings kapta: Donte DiVincenzo (Milwaukeeból), Josh Jackson (Detroitból), Trey Lyles (Detroitból), David Michineau (2016, 39.) draftjoga (Clipperstől), 2024-es második köri választás (Detroitból, Sacramento választása)[av]
- 2022. február 10.: Philadelphia 76ers – Brooklyn Nets[82]
  - 76ers kapta: James Harden, Paul Millsap
  - Nets kapta: Ben Simmons, Seth Curry, Andre Drummond, 2022-es első köri választás,[aw] 2027-es védett első köri választás[ax]
- 2022. február 10.: Toronto Raptors – San Antonio Spurs[83]
  - Raptors kapta: Thaddeus Young, Drew Eubanks, 2022-es második köri választás[ay]
  - Spurs kapta: Goran Dragić, 2022-es első köri választás[az]
- 2022. február 10.: Orlando Magic – Boston Celtics[84]
  - Magic kapta: Bol Bol, PJ Dozier, 2028-as védett második köri választás,[ba] pénzösszeg
  - Celtics kapta: 2023-as védett második köri választás[bb]
- 2022. február 10.: San Antonio Spurs – Boston Celtics[85]
  - Celtics kapta: Derrick White
  - Spurs kapta: Josh Richardson, Romeo Langford, 2022-es első köri (1-4 védett) választás,[bc] 2028-as védett első köri választáscsere[bd]
- 2022. február 10.: Indiana Pacers – Phoenix Suns[86]
  - Pacers kapta: Jalen Smith, 2022-es védett második köri választás
  - Suns kapta: Torrey Craig, pénzösszeg
- 2022. február 10.: Charlotte Hornets – Washington Wizards[87]
  - Wizards kapta: Vernon Carey, Ish Smith, 2023-as védett második köri választás (Boston választása)[be]
  - Hornets kapta: Montrezl Harrell
- 2022. február 10.: Washington Wizards – Phoenix Suns[88]
  - Suns kapta: Aaron Holiday
  - Wizards kapta: pénzösszeg
- 2022. február 10.: Washington Wizards – Dallas Mavericks[89]
  - Wizards kapta: Kristaps Porziņģis, 2022-es védett második köri választás
  - Mavericks kapta: Spencer Dinwiddie, Davis Bertans
- 2022. február 10.: Boston Celtics – Houston Rockets
  - Rockets kapta: Dennis Schröder, Enes Freedom, Bruno Fernando
  - Celtics kapta: Daniel Theis

Jegyzetek
1. ↑  Oklahoma City tulajdonában volt saját és Washington választása, illetve a Dallas és a Miami választásai közül az erősebbik. Boston a három választás leggyengébbikét fogja megkapni. Boston augusztus 17-én eladta. aváalsztás a Knicksnek.
2. ↑  Az eredetileg Bostonhoz és Memphishez tartozó választások gyengébbike. Orlando a választások gyengébbikét fogja megkapni egy korábbi megegyezés alapján.
3. ↑  Oklahoma akkor kapja meg a választást 2022-ben, ha a 17. és 30. hely közé esik, 2023-ban, ha 19. és 30. közé, 2024-ben az azonos kitétellel, 2025-ben, ha 14. és 30 közé, 2026-ban, ha 12. és 30. közé és 2027-ben, ha 10. és 30. közé. Ha 2027-re nem kerül Oklahoma Citybe a választás, megkapják Detroit 2027-es második köri választását.
4. ↑  Oklahoma City akkor kapja meg a választást 2023-ban, ha a 15. és a 30. hely közé esik, 2024-ben, ha a 13. és a 30. közé, 2025-ben, ha 11. és 30. közé, 2026-ban, ha 9. és 30. közé. Ha nem kerül Oklahoma Citybe a választás 2026-ra, akkor megkapják Washington 2026-os és 2027-es második köri választását.
5. ↑  Az eredetileg Indianához, Clevelandhez és Utah-hoz tartozó választások második legerősebbje. Milwaukee augusztus 7-én Memphisbe küldte ezt a választást.
6. ↑  Indiana és Miamihoz tartozó választás erősebbike. Milwaukee augusztus 7-én Memphisbe küldte ezt a választást.
7. ↑  Utah tartozik védett első köri választásával Mephisnek 2024-ig, ami után átváltozik két második köri választássá. Memphis megkapja a Utah választását, vagy ha 2024-ben Memphis joga átváltozik, akkor Oklahoma City kapja meg a választás jogát. OKC akkor kapja meg a választást, ha az 2024-ben vagy 2025-ben a 11. és 30. hely közé esik, 2026-ban, ha a 9. és 30. hely közé esik. Ha nem jut Oklahoma Citybe a választás 2026-ig, akkor helyette Utah 2028-as második köri választását kapják meg. Utah egy január 4-i megegyezéssel kitétel nélkül Oklahomába küldte 2028-as második köri választását, a Miya Oni-csere részeként. Utah joga, hogy megkapja az első köri választást elveszik, ha ez nem történik meg 2026-ig.
8. ↑  Az eredetileg Memphishez és Washingtonhoz tartozó tartozó választások erősebbike. Brooklyn Detroitba küldte a választást szeptember 4-én.
9. ↑  A cserejog Golden State választására vonatkozik, nem a Brooklynéra. Brooklyn Detroitba küldte a választást szeptember 4-én.
10. ↑  Az eredetileg Memphishez és Washingtonhoz tartozó választások gyengébbike.
11. ↑  Az eredetileg Chicagóhoz, Detroithoz és a Lakershez tartozó cserék erősebbike.
12. ↑  Golden State akkor kapja meg a választást, ha a 43. és a 60. hely közé esik. Utah a választást Memphistől kapta ugyanazon a napon, és akkor tartják meg, ha a 31. és a 42. hely közé esik.
13. ↑  New Orleans aznap kapta Boston Jr. draftjogát Memphistől.
14. ↑  New Orleans akkor kapja meg a választást, ha az 56. és a 60. hely közé esik.
15. ↑  Az eredetileg Clevelandhez, Indianához és Utah-hoz tartozó választások második legjobbja. Milwaukee július 30-án kapta a választást.
16. ↑  Az eredetileg Miamihoz és Indianához tartozó választások második legjobbja. Milwaukee július 30-án kapta a választást.
17. ↑  Memphis aznap kapta Butler draftjogát New Orleansből.
18. ↑  Utah 2022- február 9-én Portlandbe küldte ezt a választást.
19. ↑  Utah aznap kapta a választást kitétel nélkül. Aznap Golden State-be küldték védettséggel és akkor tartják meg, ha 31. és 42. hely közé esik.
20. ↑  Charlotte akkor kapja meg a választást, ha az a 15. és a 30. hely közé esik, Más esetben a Pelicans 2022-es és 2024-es második köri választását kapják.
21. ↑  New Orleans a Clippersbe küldte Boston draftjogát ugyanazon a napon.
22. ↑  Memphis akkor kapja meg a választást, ha a 11. és a 30. hely közé esik. Ha ez nem történik meg, akkor Cleveland 2022-es és New Orleans 2025-ös második köri választását kapják, míg New Orleans megtartja a Lakersét.
23. ↑  Indiana akkor kapja meg a választást, ha az 56. és a 60. hely közé esik.
24. ↑  San Antonio akkor kapja meg a választás, ha az 56. és a 60. hely közé esik. Indiana a választás 31. és 55. közé eső részét 2022. február 8-án Sacramentóba küldte.
25. ↑  San Antoniónak van joga kicserélni saját választását az eredetileg Miamihoz és Indianához tartozó választások gyengébbikére.
26. ↑  Ez előtt a csere előtt Chicagónak joga volt elcserélni saját választását Detroitéra, míg a kettő közül a gyengébb Sacramentóé lett volna. San Antonio elcserélheti a Lakers választását a Chicago-Detroit választások erősebbikére, így Chicagóé a fennmaradó választás. San Antonio eladta a Chicago-Detroit választások erősebbikét Torontónak 2022. február 10-én.
27. ↑  Chicago már tartozik 2023-as védett választásával Orlandónak, amely átváltozik két második körösre, ha nem jut el Floridába 2024-re. Mivel a csapatok nem adhatják el első köri választásukat két egymást követő években, San Antonio lehet nem kapja meg a választást 2026-ig. Az első évben San Antonio akkor kapja meg a választást, ha a 11. és a 30. hely közé esik, a második és a harmadik évben pedig, ha a 9. és a 30. közé, amely után átváltozna Chicago 2028-as második köri választására.
28. ↑  New York akkor kapja meg a cserét, ha az 56. és a 60. hely közé esik.
29. ↑  Oklahoma Citynek van joga, hogy Dallas választását Miami választására cserélje, aminek következtében Oklahoma City megtartaná sajátját, Washingtonét és a Dallas-Miami választások erősebbikét. New York a három választás leggyengébbikét kapja meg. Ezt a választást Boston Oklahoma Citytől kapta, június 18-án.
30. ↑  Chicago akkor kapja meg a választást, ha a 15. és a 30. hely közé esik. Ugyanezzel a kitétellel ismétlődik 2028-ig, amíg Chicago meg nem kapja. Minden más esetben Portland 2028-as második köri választást kapja meg. Lehetséges, hogy Chicagóé lenne a 2028-as választás, amelyet fel kéne adniuk a DeMar Derozan cserében történt manipulálásért.
31. ↑  Chicago akkor kapja meg a választást, ha a 47. és a 60. hely közé esik. Ha a Bulls megkapják a választást, akkor fel kell adniuk a Lonzo Ball cserében történt manipulálásért, mivel összes választásukat eladták 2025-ig.
32. ↑  Ez a választás része volt a később visszavont, január 10-i Denver-Detroit cserének.
33. ↑  Az eredetileg a Memphishez és Washingtonhoz tartozó cserék erősebbike. Brooklyn augusztus 6-án kapta meg a választást.
34. ↑  Ez a választás eredetileg Golden State tulajdonában volt, Detroitnak joga van kicserélni Washington választására. Brooklyn augusztus 6-án kapta a választást.
35. ↑  Memphis kicserélheti az eredetileg az Indianához és Miamihoz tartozó választások egyikét, Boston saját választására. Az NBA.com-on szereplő cikk szerint Dallas és Miami, de Dallas választásának Oklahoma City a tulajdonosa.
36. ↑  Brooklyn akkor kapja meg a választást, ha a 38. és a 60. hely közé esik.
37. ↑  Oklahoma City 2021. július 30-án megkapta Utah jövőbeli védett első köri választását Derrick Favorsért. Ha a Thunder nem kapja nem kapja meg a választást 2026-ra, akkor átváltozott volna erre a választásra. Ezzel a cserével Utah joga a saját választására elveszik 2026 után.
38. ↑  Atlanta akkor kapja meg a választást, ha a 19. és a 30. hely közé esik 2022-ben, ha ekkor nem, akkor a 17. és 30. hely között 2023-ban, ha ekkor se, akkor 2024-ben, ha 15. és a 30. hely között van, ha ekkor se, akkor 2024-ben, ugyanezzel a kitétellel. Ha 2025-re nem kapja meg a választást Atlanta, akkor Charlotte 2026-os és 2027-es második köri választásává változik.
39. ↑  San Antonio akkor kapja meg a választás, ha a 34. és a 60. hely közé esik.
40. ↑  Indiana akkor kapja meg a választást 2022-ben, ha az a 15. és a 30. hely közé esik, ha ez nem teljesül, akkor 2023-ban ugyanezekkel a kitételekkel. Ha Indiana nem kapja meg a választást 2023-ban, akkor Cleveland 2025-ös második köri választásává és a LA Lakers 2026-os második köri választásává változik.
41. ↑  Portland akkor kapja meg a választást, ha az 5. és a 14. hely közé esik. Ha ekkor nem kapják meg, akkor Milwaukee 2025-ös első köri választását kapja meg, ha az az 5. és a 30. hely közé esik. Minden más esetben semmit se kapnak.
42. ↑  Az eredetileg New Orleanshez és Portlandhez tartozó választások erősebbike. Nem csere, mert Portland választásának már egyébként is New Orleans a tulajdonosa.
43. ↑  Sacramento akkor kapja meg a választást, ha a 31. és az 55. hely közé esik.
44. ↑  Az eredetileg Dallashoz, Oklahoma Cityhez és Philadelphiához tartozó választások leggyengébbike.
45. ↑  Az Oklahoma City így akkot kapja meg a választás 2025-ben, ha a 15. és a 30. hely közé esik, minden más esetben a Miami 2026-os első köri választását kapják meg.
46. ↑  Az eredetileg Houstonhoz, Indianához, Miamihoz és Oklahoma Cityhez tartozó választások leggyengébbike.
47. ↑  Az eredetileg a Clevelandhez és a Golden Statehez tartozó választások gyengébbike.
48. ↑  A Kings visszakapja a saját választását.
49. ↑  Brooklynnak van joga, hogy 2023-ra halassza az átadást.
50. ↑  Brooklyn akkor kapja meg a választást, ha a 9. és 30. hely közé esik, ha ne, akkor 2028-ban ugyanezekkel a kitételekkel. Ha akkor se kapja meg a csapat, akkor helyette Philadelphia 2028-as második köri választása az övék.
51. ↑  Az eredetileg Detroithoz és Chicagóhoz tartozó választások erősebbike.
52. ↑  San Antonio akkor kapja meg 2022-ben a választást, ha az a 15. és a 30. hely közé esik, ha ebben az évben nem, akkpr 2023-ban, ha a 14. és a 30. választás között van. Ha 2023-ra nem kapja meg a választást a csapat, Toronto 2023-as és 2026-os második köri választására változik.
53. ↑  Orlando akkor kapja meg a választás, ha az az 46. és 60. hely közé esik.
54. ↑  Boston akkor kapja meg a választás, ha az az 56. és 60. hely közé esik.
55. ↑  San Antonio akkor kapja meg a választást, ha az 5. és a 30. hely között lesz és, ha nem kapják meg 2022-ben, akkor ugyanezekkel a kitételekkel 2023-ban. Ha 2023-ban se lesz az övék, akkor San Antonio megkapja Portland második köri választását és vagy Houston 2023-as második köri választását (ha az a 33. és 60. hely közé esik) vagy a Dallas és a Miami választásai közül a gyengébbet.
56. ↑  Ha Boston választása az első, San Antonio a csapat második köri választását kapja meg, ha a 31. és 45. hely közé esik, minden más esetben nem kapnak semmit.
57. ↑  Washington akkor kapja meg ezt a választást, ha a 46. és a 60. hely között lesz. Ha 2023-ban nem kapják meg ezt a választás a védettség miatt, megkapják Boston 2024-es második köri választását.

## Covid19-vakcinakötelezettség
Ugyan a liga 95%-a már legalább egyszer be volt oltva a szezon kezdete előtt, olyan játékosok, akik nem voltak kétszer beoltva nem játszhattak Los Angeles, Toronto, New York és San Francisco városaiban, a helyi korlátozások miatt. Ezek mellett az NBA bejelentette, hogy ezen játékosok fizetésüket se fogják megkapni a kihagyott meccsekért. A bejelentést követően ezek a szabályzatok a következő csapatokat veszélyeztették: a Brooklyn Nets, a Golden State Warriors, a Toronto Raptors, a Los Angeles Clippers, a Los Angeles Lakers és a New York Knicks. 2022. január 3-tól Philadelphiában is bevezetik a kötelezettséget beltéri eseményekre, így hozzáadva a Philadelphia 76erst is a listához. 2021 decemberére az NBA játékosok 97%-a be volt oltva.
Az omikron variáns terjedésének következtében decemberben Ontarióban 50%-ra korlátozták a beltéri arénák befogadóképességét, majd a tartomány ezer főre csökkentette a nézők számát, december 31-től. A Maple Leaf Sports & Entertainment egy közleményben kijelentette, hogy a Raptors mérkőzései zárt ajtók mögött kerülnek megrendezésre, amíg a korlátozások életben vannak.

## Alapszakasz
Az alapszakasz 2021. október 19-én kezdődött és 2022. április 10-én fejeződött be.
| A rájátszásba jutott.       |
| A Play-In szakaszba jutott. |

### Csoportonként
| Keleti főcsoport       |    |    |      |      |        |           |         |
| Atlanti csoport        |    |    |      |      |        |           |         |
| Csapat                 | Gy | V  | %    | GB   | Otthon | Idegenben | Csoport |
| y – Boston Celtics     | 51 | 31 | .622 | 2.0  | 28–13  | 23–18     | 9–7     |
| x – Philadelphia 76ers | 51 | 31 | .622 | 2.0  | 24–17  | 27–14     | 6–10    |
| x – Toronto Raptors    | 48 | 34 | .585 | 5.0  | 24–17  | 24–17     | 10–6    |
| x – Brooklyn Nets      | 44 | 38 | .537 | 9.0  | 20–21  | 24–17     | 10–6    |
| New York Knicks        | 37 | 45 | .451 | 16.0 | 17–24  | 20–21     | 5–11    |
| Központi csoport       |    |    |      |      |        |           |         |
| Csapat                 | Gy | V  | %    | GB   | Otthon | Idegenben | Csoport |
| y – Milwaukee Bucks    | 51 | 31 | .622 | 2.0  | 27–14  | 24–17     | 12–4    |
| x – Chicago Bulls      | 46 | 36 | .561 | 7.0  | 27–14  | 19–22     | 10–6    |
| Cleveland Cavaliers    | 44 | 38 | .537 | 9.0  | 25–16  | 19–22     | 10–6    |
| Indiana Pacers         | 25 | 57 | .305 | 28.0 | 16–25  | 9–32      | 2–14    |
| Detroit Pistons        | 23 | 59 | .280 | 30.0 | 13–28  | 10–31     | 6–10    |
| Délkeleti csoport      |    |    |      |      |        |           |         |
| Csapat                 | Gy | V  | %    | GB   | Otthon | Idegenben | Csoport |
| c – Miami Heat         | 53 | 29 | .646 | 0.0  | 29–12  | 24–17     | 13–3    |
| x – Atlanta Hawks      | 43 | 39 | .524 | 10.0 | 27–14  | 16–25     | 9–7     |
| Charlotte Hornets      | 43 | 39 | .524 | 10.0 | 22–19  | 21–20     | 8–8     |
| Washington Wizards     | 35 | 47 | .427 | 18.0 | 21–20  | 14–27     | 7–9     |
| Orlando Magic          | 22 | 60 | .268 | 31.0 | 12–29  | 10–31     | 3–13    |

| Nyugati főcsoport          |    |    |      |      |        |           |         |
| Északnyugati csoport       |    |    |      |      |        |           |         |
| Csapat                     | Gy | V  | %    | GB   | Otthon | Idegenben | Csoport |
| y – Utah Jazz              | 49 | 33 | .598 | 15.0 | 29–12  | 20–21     | 15–1    |
| x – Denver Nuggets         | 48 | 34 | .585 | 16.0 | 23–18  | 25–16     | 6–10    |
| x – Minnesota Timberwolves | 46 | 36 | .561 | 18.0 | 26–15  | 20–21     | 12–4    |
| Portland Trail Blazers     | 27 | 55 | .329 | 37.0 | 17–24  | 10–31     | 1–15    |
| Oklahoma City Thunder      | 24 | 58 | .293 | 40.0 | 12–29  | 12–29     | 6–10    |
| Csendes-óceáni csoport     |    |    |      |      |        |           |         |
| Csapat                     | Gy | V  | %    | GB   | Otthon | Idegenben | Csoport |
| z – Phoenix Suns           | 64 | 18 | .780 | 0.0  | 32–9   | 32–9      | 10–6    |
| x – Golden State Warriors  | 53 | 29 | .646 | 11.0 | 31–10  | 22–19     | 12–4    |
| Los Angeles Clippers       | 42 | 40 | .512 | 22.0 | 25–16  | 17–24     | 9–7     |
| Los Angeles Lakers         | 33 | 49 | .402 | 31.0 | 21–20  | 12–29     | 3–13    |
| Sacramento Kings           | 30 | 52 | .366 | 34.0 | 16–25  | 14–27     | 6–10    |
| Délnyugati csoport         |    |    |      |      |        |           |         |
| Csapat                     | Gy | V  | %    | GB   | Otthon | Idegenben | Csoport |
| y – Memphis Grizzlies      | 56 | 26 | .683 | 8.0  | 30–11  | 26–15     | 11–5    |
| x – Dallas Mavericks       | 52 | 30 | .634 | 12.0 | 29–12  | 23–18     | 14–2    |
| x – New Orleans Pelicans   | 36 | 46 | .439 | 28.0 | 19–22  | 17–24     | 6–10    |
| San Antonio Spurs          | 34 | 48 | .415 | 30.0 | 16–25  | 18–23     | 6–10    |
| Houston Rockets            | 20 | 62 | .244 | 44.0 | 11–30  | 9–32      | 3–13    |

### Főcsoportonként
- z – Hazai pálya előny az egész rájátszásban
- c – Hazai pálya előny a főcsoportdöntőig
- y – Csoportgyőztes
- x – Rájátszásba jutott
- * – csoportvezető

| Keleti főcsoport |                        |    |    |      |      |
| Hely.            | Csapat                 | Gy | V  | %    | GB   |
| 1.               | c – Miami Heat *       | 53 | 29 | .646 | 0.0  |
| 2.               | y – Boston Celtics *   | 51 | 31 | .622 | 2.0  |
| 3.               | y – Milwaukee Bucks *  | 51 | 31 | .622 | 2.0  |
| 4.               | x – Philadelphia 76ers | 51 | 31 | .622 | 2.0  |
| 5.               | x – Toronto Raptors    | 48 | 34 | .585 | 5.0  |
| 6.               | x – Chicago Bulls      | 46 | 36 | .561 | 7.0  |
|                  |                        |    |    |      |      |
| 7.               | x – Brooklyn Nets      | 44 | 38 | .537 | 9.0  |
| 8.               | x – Atlanta Hawks      | 43 | 39 | .524 | 10.0 |
| 9.               | Cleveland Cavaliers    | 44 | 38 | .537 | 9.0  |
| 10.              | Charlotte Hornets      | 43 | 39 | .524 | 10.0 |
|                  |                        |    |    |      |      |
| 11.              | New York Knicks        | 37 | 45 | .451 | 16.0 |
| 12.              | Washington Wizards     | 35 | 47 | .427 | 18.0 |
| 13.              | Indiana Pacers         | 25 | 57 | .305 | 28.0 |
| 14.              | Detroit Pistons        | 23 | 59 | .280 | 30.0 |
| 15.              | Orlando Magic          | 22 | 60 | .268 | 31.0 |

| Nyugati főcsoport |                            |    |    |      |      |
| Hely.             | Csapat                     | Gy | V  | %    | GB   |
| 1.                | z – Phoenix Suns *         | 64 | 18 | .780 | 0.0  |
| 2.                | y – Memphis Grizzlies *    | 56 | 26 | .683 | 8.0  |
| 3.                | x – Golden State Warriors  | 53 | 29 | .646 | 11.0 |
| 4.                | x – Dallas Mavericks       | 52 | 30 | .634 | 12.0 |
| 5.                | y – Utah Jazz *            | 49 | 33 | .598 | 15.0 |
| 6.                | x – Denver Nuggets         | 48 | 34 | .585 | 16.0 |
|                   |                            |    |    |      |      |
| 7.                | x – Minnesota Timberwolves | 46 | 36 | .561 | 18.0 |
| 8.                | x – New Orleans Pelicans   | 36 | 46 | .439 | 28.0 |
| 9.                | Los Angeles Clippers       | 42 | 40 | .512 | 22.0 |
| 10.               | San Antonio Spurs          | 34 | 48 | .415 | 30.0 |
|                   |                            |    |    |      |      |
| 11.               | Los Angeles Lakers         | 33 | 49 | .402 | 31.0 |
| 12.               | Sacramento Kings           | 30 | 52 | .366 | 34.0 |
| 13.               | Portland Trail Blazers     | 27 | 55 | .329 | 37.0 |
| 14.               | Oklahoma City Thunder      | 24 | 58 | .293 | 40.0 |
| 15.               | Houston Rockets            | 20 | 62 | .244 | 44.0 |

### Elhalasztott mérkőzések
- December 14.: Chicago Bulls vs. Detroit Pistons – az NBA Covid19-szabályai következtében nem tudott elég játékost kiállítani a chicagói csapat.[94]
- December 16.: Chicago Bulls vs. Toronto Raptors – a Bulls továbbra se tudott elég játékost kiállítani.[94]
- December 19.:
  - Denver Nuggets vs. Brooklyn Nets – az NBA Covid19-szabályai következtében nem tudott elég játékost kiállítani a brooklyni csapat.[95]
  - Cleveland Cavaliers vs. Atlanta Hawks – Covid19-szabályok[96]
  - New Orleans Pelicans vs. Philadelphia 76ers – az NBA Covid19-szabályai következtében nem tudott elég játékost kiállítani a philadelphiai csapat.
- December 20.: Orlando Magic vs. Toronto Raptors – Covid19-szabályok[97]
- December 21.: Washington Wizards vs. Brooklyn Nets – a Nets továbbra se tudott elég játékost kiállítani.
- December 22.: Toronto Raptors vs. Chicago Bulls – a Raptors nem tudott legalább nyolc játékost kiállítani.[98]
- December 23.: Brooklyn Nets vs. Portland Trail Blazers – a Nets továbbra se tudott elég játékost kiállítani.[98]
- December 29.: Miami Heat vs. San Antonio Spurs – a Heat nem tudott legalább nyolc játékost kiállítani.[99]
- December 30.: Denver Nuggets vs. Golden State Warriors – a denveri csapatban több Covid19-eset is megjelent.[100]

## Play-In
Az NBA a 7. és 10. hely között végző csapatoknak fog tartani egy play-in tornát 2022. április 12. és 15. között. A 7. fog a 8. helyezett ellen játszani és a győztes fogja megkapni a 7. helyet a rájátszásban. A kilencedik fog játszani a tizedikkel, ahol a vesztes nem játszhat tovább helyért a rájátszásban, és a győztes fog játszani a 7. és a 8. közötti mérkőzés vesztesével a 8. helyezésért a rájátszásban.

### Keleti főcsoport
|  |                                        |                                        |                                        |               |                     |                |                |                |              |  |                  |                  |                  |
|  | 7. helyezésért és a második fordulóért | 7. helyezésért és a második fordulóért | 7. helyezésért és a második fordulóért |               |                     | 8. helyezésért | 8. helyezésért | 8. helyezésért |              |  | Végső helyezések | Végső helyezések | Végső helyezések |
|  | 7. helyezésért és a második fordulóért | 7. helyezésért és a második fordulóért | 7. helyezésért és a második fordulóért |               |                     | 8. helyezésért | 8. helyezésért | 8. helyezésért |              |  | Végső helyezések | Végső helyezések | Végső helyezések |
|  |                                        |                                        |                                        |               |                     |                |                |                |              |  |                  |                  |                  |
|  |                                        |                                        |                                        |               |                     |                |                |                |              |  |                  |                  |                  |
|  | 7.                                     | Brooklyn Nets                          | 115                                    |               |                     |                | Brooklyn Nets  | Brooklyn Nets  | 7. helyezett |  |                  |                  |                  |
|  | 7.                                     | Brooklyn Nets                          | 115                                    |               |                     |                | Brooklyn Nets  | Brooklyn Nets  | 7. helyezett |  |                  |                  |                  |
|  | 8.                                     | Cleveland Cavaliers                    | 108                                    |               |                     |                |                |                |              |  | Atlanta Hawks    | Atlanta Hawks    | 8. helyezett     |
|  | 8.                                     | Cleveland Cavaliers                    | 108                                    |               |                     |                |                |                |              |  | Atlanta Hawks    | Atlanta Hawks    | 8. helyezett     |
|  |                                        |                                        |                                        | 8             | Cleveland Cavaliers | 101            |                |                |              |  |                  |                  |                  |
|  |                                        |                                        |                                        | 8             | Cleveland Cavaliers | 101            |                |                |              |  |                  |                  |                  |
|  |                                        |                                        | 9                                      | Atlanta Hawks | 107                 |                |                |                |              |  |                  |                  |                  |
|  |                                        |                                        |                                        | Atlanta Hawks | 107                 |                |                |                |              |  |                  |                  |                  |
|  | 9.                                     | Atlanta Hawks                          | 132                                    |               |                     |                |                |                |              |  |                  |                  |                  |
|  | 9.                                     | Atlanta Hawks                          | 132                                    |               |                     |                |                |                |              |  |                  |                  |                  |
|  | 10.                                    | Charlotte Hornets                      | 103                                    |               |                     |                |                |                |              |  |                  |                  |                  |
|  | 10.                                    | Charlotte Hornets                      | 103                                    |               |                     |                |                |                |              |  |                  |                  |                  |
|  |                                        |                                        |                                        |               |                     |                |                |                |              |  |                  |                  |                  |

### Nyugati főcsoport
|  |                                        |                                        |                                        |                      |                      |                |                        |                        |              |  |                      |                      |                  |
|  | 7. helyezésért és a második fordulóért | 7. helyezésért és a második fordulóért | 7. helyezésért és a második fordulóért |                      |                      | 8. helyezésért | 8. helyezésért         | 8. helyezésért         |              |  | Végső helyezések     | Végső helyezések     | Végső helyezések |
|  | 7. helyezésért és a második fordulóért | 7. helyezésért és a második fordulóért | 7. helyezésért és a második fordulóért |                      |                      | 8. helyezésért | 8. helyezésért         | 8. helyezésért         |              |  | Végső helyezések     | Végső helyezések     | Végső helyezések |
|  |                                        |                                        |                                        |                      |                      |                |                        |                        |              |  |                      |                      |                  |
|  |                                        |                                        |                                        |                      |                      |                |                        |                        |              |  |                      |                      |                  |
|  | 7.                                     | Minnesota Timberwolves                 | 109                                    |                      |                      |                | Minnesota Timberwolves | Minnesota Timberwolves | 7. helyezett |  |                      |                      |                  |
|  | 7.                                     | Minnesota Timberwolves                 | 109                                    |                      |                      |                | Minnesota Timberwolves | Minnesota Timberwolves | 7. helyezett |  |                      |                      |                  |
|  | 8.                                     | Los Angeles Clippers                   | 104                                    |                      |                      |                |                        |                        |              |  | New Orleans Pelicans | New Orleans Pelicans | 8. helyezett     |
|  | 8.                                     | Los Angeles Clippers                   | 104                                    |                      |                      |                |                        |                        |              |  | New Orleans Pelicans | New Orleans Pelicans | 8. helyezett     |
|  |                                        |                                        |                                        | 8                    | Los Angeles Clippers | 101            |                        |                        |              |  |                      |                      |                  |
|  |                                        |                                        |                                        | 8                    | Los Angeles Clippers | 101            |                        |                        |              |  |                      |                      |                  |
|  |                                        |                                        | 9                                      | New Orleans Pelicans | 105                  |                |                        |                        |              |  |                      |                      |                  |
|  |                                        |                                        |                                        | New Orleans Pelicans | 105                  |                |                        |                        |              |  |                      |                      |                  |
|  | 9.                                     | New Orleans Pelicans                   | 113                                    |                      |                      |                |                        |                        |              |  |                      |                      |                  |
|  | 9.                                     | New Orleans Pelicans                   | 113                                    |                      |                      |                |                        |                        |              |  |                      |                      |                  |
|  | 10.                                    | San Antonio Spurs                      | 103                                    |                      |                      |                |                        |                        |              |  |                      |                      |                  |
|  | 10.                                    | San Antonio Spurs                      | 103                                    |                      |                      |                |                        |                        |              |  |                      |                      |                  |
|  |                                        |                                        |                                        |                      |                      |                |                        |                        |              |  |                      |                      |                  |

## Rájátszás
A rájátszás 2022. április 16-án kezdődött és júniusban fejeződött be. A döntő június 2-án kezdődött és június 16-án ért véget a Golden State Warriors győzelmével.
|  | Első forduló (4 nyert mérkőzésig) | Első forduló (4 nyert mérkőzésig) | Első forduló (4 nyert mérkőzésig) |                       |    | Főcsoport-elődöntők (4 nyert mérkőzésig) | Főcsoport-elődöntők (4 nyert mérkőzésig) | Főcsoport-elődöntők (4 nyert mérkőzésig) |  |  | Főcsoportdöntők (4 nyert mérkőzésig) | Főcsoportdöntők (4 nyert mérkőzésig) | Főcsoportdöntők (4 nyert mérkőzésig) |  |  | NBA-döntő (4 nyert mérkőzésig) | NBA-döntő (4 nyert mérkőzésig) | NBA-döntő (4 nyert mérkőzésig) |  |
|  |                                   |                                   |                                   |                       |    |                                          |                                          |                                          |  |  |                                      |                                      |                                      |  |  |                                |                                |                                |  |
|  | E1                                | Miami Heat *                      | 4                                 |                       |    |                                          |                                          |                                          |  |  |                                      |                                      |                                      |  |  |                                |                                |                                |  |
|  | E1                                | Miami Heat *                      | 4                                 |                       |    |                                          |                                          |                                          |  |  |                                      |                                      |                                      |  |  |                                |                                |                                |  |
|  | E8                                | Atlanta Hawks                     | 1                                 |                       |    |                                          |                                          |                                          |  |  |                                      |                                      |                                      |  |  |                                |                                |                                |  |
|  | E8                                | Atlanta Hawks                     | 1                                 |                       | E1 | Miami Heat *                             | 4                                        |                                          |  |  |                                      |                                      |                                      |  |  |                                |                                |                                |  |
|  |                                   |                                   |                                   |                       | E1 | Miami Heat *                             | 4                                        |                                          |  |  |                                      |                                      |                                      |  |  |                                |                                |                                |  |
|  |                                   |                                   | E4                                | Philadelphia 76ers    | 2  |                                          |                                          |                                          |  |  |                                      |                                      |                                      |  |  |                                |                                |                                |  |
|  | E4                                | Philadelphia 76ers                | E4                                | Philadelphia 76ers    | 2  | 4                                        |                                          |                                          |  |  |                                      |                                      |                                      |  |  |                                |                                |                                |  |
|  | E4                                | Philadelphia 76ers                |                                   |                       |    |                                          |                                          |                                          |  |  |                                      |                                      |                                      |  |  |                                |                                |                                |  |
|  | E5                                | Toronto Raptors                   | 2                                 |                       |    |                                          |                                          |                                          |  |  |                                      |                                      |                                      |  |  |                                |                                |                                |  |
|  | E5                                | Toronto Raptors                   | 2                                 |                       | E1 | Miami Heat *                             | 3                                        |                                          |  |  |                                      |                                      |                                      |  |  |                                |                                |                                |  |
|  | Keleti főcsoport                  |                                   |                                   |                       | E1 | Miami Heat *                             | 3                                        |                                          |  |  |                                      |                                      |                                      |  |  |                                |                                |                                |  |
|  |                                   |                                   | E2                                | Boston Celtics *      | 4  |                                          |                                          |                                          |  |  |                                      |                                      |                                      |  |  |                                |                                |                                |  |
|  | E3                                | Milwaukee Bucks *                 | E2                                | Boston Celtics *      | 4  | 4                                        |                                          |                                          |  |  |                                      |                                      |                                      |  |  |                                |                                |                                |  |
|  | E3                                | Milwaukee Bucks *                 |                                   |                       |    |                                          |                                          |                                          |  |  |                                      |                                      |                                      |  |  |                                |                                |                                |  |
|  | E6                                | Chicago Bulls                     | 1                                 |                       |    |                                          |                                          |                                          |  |  |                                      |                                      |                                      |  |  |                                |                                |                                |  |
|  | E6                                | Chicago Bulls                     | 1                                 |                       | E2 | Boston Celtics *                         | 4                                        |                                          |  |  |                                      |                                      |                                      |  |  |                                |                                |                                |  |
|  |                                   |                                   |                                   |                       | E2 | Boston Celtics *                         | 4                                        |                                          |  |  |                                      |                                      |                                      |  |  |                                |                                |                                |  |
|  |                                   |                                   | E3                                | Milwaukee Bucks *     | 3  |                                          |                                          |                                          |  |  |                                      |                                      |                                      |  |  |                                |                                |                                |  |
|  | E2                                | Boston Celtics *                  | E3                                | Milwaukee Bucks *     | 3  | 4                                        |                                          |                                          |  |  |                                      |                                      |                                      |  |  |                                |                                |                                |  |
|  | E2                                | Boston Celtics *                  |                                   |                       |    |                                          |                                          |                                          |  |  |                                      |                                      |                                      |  |  |                                |                                |                                |  |
|  | E7                                | Brooklyn Nets                     | 0                                 |                       |    |                                          |                                          |                                          |  |  |                                      |                                      |                                      |  |  |                                |                                |                                |  |
|  | E7                                | Brooklyn Nets                     | 0                                 |                       | E2 | Boston Celtics *                         | 2                                        |                                          |  |  |                                      |                                      |                                      |  |  |                                |                                |                                |  |
|  |                                   |                                   |                                   |                       |    |                                          |                                          |                                          |  |  |                                      |                                      |                                      |  |  |                                |                                |                                |  |
|  |                                   |                                   | W3                                | Golden State Warriors | 4  |                                          |                                          |                                          |  |  |                                      |                                      |                                      |  |  |                                |                                |                                |  |
|  | W1                                | Phoenix Suns *                    | W3                                | Golden State Warriors | 4  | 4                                        |                                          |                                          |  |  |                                      |                                      |                                      |  |  |                                |                                |                                |  |
|  | W1                                | Phoenix Suns *                    |                                   |                       |    |                                          |                                          |                                          |  |  |                                      |                                      |                                      |  |  |                                |                                |                                |  |
|  | W8                                | New Orleans Pelicans              | 2                                 |                       |    |                                          |                                          |                                          |  |  |                                      |                                      |                                      |  |  |                                |                                |                                |  |
|  | W8                                | New Orleans Pelicans              | 2                                 |                       | W1 | Phoenix Suns *                           | 3                                        |                                          |  |  |                                      |                                      |                                      |  |  |                                |                                |                                |  |
|  |                                   |                                   |                                   |                       | W1 | Phoenix Suns *                           | 3                                        |                                          |  |  |                                      |                                      |                                      |  |  |                                |                                |                                |  |
|  |                                   |                                   | W4                                | Dallas Mavericks      | 4  |                                          |                                          |                                          |  |  |                                      |                                      |                                      |  |  |                                |                                |                                |  |
|  | W4                                | Dallas Mavericks                  | W4                                | Dallas Mavericks      | 4  | 3                                        |                                          |                                          |  |  |                                      |                                      |                                      |  |  |                                |                                |                                |  |
|  | W4                                | Dallas Mavericks                  |                                   |                       |    |                                          |                                          |                                          |  |  |                                      |                                      |                                      |  |  |                                |                                |                                |  |
|  | W5                                | Utah Jazz *                       | 2                                 |                       |    |                                          |                                          |                                          |  |  |                                      |                                      |                                      |  |  |                                |                                |                                |  |
|  | W5                                | Utah Jazz *                       | 2                                 |                       | W3 | Golden State Warriors                    | 4                                        |                                          |  |  |                                      |                                      |                                      |  |  |                                |                                |                                |  |
|  | Nyugati főcsoport                 |                                   |                                   |                       | W3 | Golden State Warriors                    | 4                                        |                                          |  |  |                                      |                                      |                                      |  |  |                                |                                |                                |  |
|  |                                   |                                   | W4                                | Dallas Mavericks      | 1  |                                          |                                          |                                          |  |  |                                      |                                      |                                      |  |  |                                |                                |                                |  |
|  | W3                                | Golden State Warriors             | W4                                | Dallas Mavericks      | 1  | 4                                        |                                          |                                          |  |  |                                      |                                      |                                      |  |  |                                |                                |                                |  |
|  | W3                                | Golden State Warriors             |                                   |                       |    |                                          |                                          |                                          |  |  |                                      |                                      |                                      |  |  |                                |                                |                                |  |
|  | W6                                | Denver Nuggets                    | 1                                 |                       |    |                                          |                                          |                                          |  |  |                                      |                                      |                                      |  |  |                                |                                |                                |  |
|  | W6                                | Denver Nuggets                    | 1                                 |                       | W3 | Golden State Warriors                    | 4                                        |                                          |  |  |                                      |                                      |                                      |  |  |                                |                                |                                |  |
|  |                                   |                                   |                                   |                       | W3 | Golden State Warriors                    | 4                                        |                                          |  |  |                                      |                                      |                                      |  |  |                                |                                |                                |  |
|  |                                   |                                   | W2                                | Memphis Grizzlies *   | 2  |                                          |                                          |                                          |  |  |                                      |                                      |                                      |  |  |                                |                                |                                |  |
|  | W2                                | Memphis Grizzlies *               | W2                                | Memphis Grizzlies *   | 2  | 4                                        |                                          |                                          |  |  |                                      |                                      |                                      |  |  |                                |                                |                                |  |
|  | W2                                | Memphis Grizzlies *               |                                   |                       |    |                                          |                                          |                                          |  |  |                                      |                                      |                                      |  |  |                                |                                |                                |  |
|  | W7                                | Minnesota Timberwolves            | 2                                 |                       |    |                                          |                                          |                                          |  |  |                                      |                                      |                                      |  |  |                                |                                |                                |  |

## Statisztikák

### Játékos

#### Meccsenként
| Kategória                | Játékos           | Csapat(ok)            | Statisztika |
| ------------------------ | ----------------- | --------------------- | ----------- |
| Pont/Mérkőzés            | Joel Embiid       | Philadelphia 76ers    | 30,6        |
| Lepattanó/Mérkőzés       | Rudy Gobert       | Utah Jazz             | 14,7        |
| Gólpassz/Mérkőzés        | Chris Paul        | Phoenix Suns          | 10,8        |
| Labdaszerzés/Mérkőzés    | Dejounte Murray   | San Antonio Spurs     | 2,0         |
| Blokk/Mérkőzés           | Jaren Jackson Jr. | Memphis Grizzlies     | 2,3         |
| Eladott labda/Mérkőzés   | Luka Dončić       | Dallas Mavericks      | 4,5         |
| Szabálytalanság/Mérkőzés | Jae’Sean Tate     | Houston Rockets       | 3,7         |
| Perc/Mérkőzés            | Fred VanVleet     | Toronto Raptors       | 37,9        |
| MG%                      | Rudy Gobert       | Utah Jazz             | 71,3%       |
| BD%                      | Stephen Curry     | Golden State Warriors | 92,3%       |
| 3P%                      | Luke Kennard      | Los Angeles Clippers  | 45,0%       |
| Hatékonyság/Mérkőzés     | Nikola Jokić      | Denver Nuggets        | 38,7        |
| Dupla-dupla              | Nikola Jokić      | Denver Nuggets        | 66          |
| Tripla-dupla             | Nikola Jokić      | Denver Nuggets        | 19          |

#### Egy mérkőzésen
| Kategória    | Játékos            | Csapat(ok)             | Statisztika |
| ------------ | ------------------ | ---------------------- | ----------- |
| Pont         | Karl-Anthony Towns | Minnesota Timberwolves | 60          |
| Pont         | Kyrie Irving       | Brooklyn Nets          | 60          |
| Lepattanó    | Andre Drummond     | Philadelphia 76ers     | 25          |
| Lepattanó    | Domantas Sabonis   | Indiana Pacers         | 25          |
| Gólpassz     | Chris Paul         | Phoenix Suns           | 19          |
| Gólpassz     | Darius Garland     | Cleveland Cavaliers    | 19          |
| Labdaszerzés | Paul George        | Los Angeles Clippers   | 8           |
| Blokk        | Daniel Gafford     | Washington Wizards     | 8           |
| Blokk        | Mitchell Robinson  | New York Knicks        | 8           |
| Hárompontos  | Bojan Bogdanović   | Utah Jazz              | 11          |
| Hárompontos  | Malik Beasley      | Minnesota Timberwolves | 11          |
| Hárompontos  | Robert Covington   | Los Angeles Clippers   | 11          |

### Csapatok
| Kategória                | Csapat                 | Statisztika |
| ------------------------ | ---------------------- | ----------- |
| Pont/Mérkőzés            | Minnesota Timberwolves | 115,9       |
| Lepattanó/Mérkőzés       | Memphis Grizzlies      | 49,2        |
| Gólpassz/Mérkőzés        | San Antonio Spurs      | 28,1        |
| Labdaszerzés/Mérkőzés    | Memphis Grizzlies      | 9,8         |
| Blokk/Mérkőzés           | Memphis Grizzlies      | 6,5         |
| Eladott labda/Mérkőzés   | Houston Rockets        | 16,6        |
| Szabálytalanság/Mérkőzés | Detroit Pistons        | 22,0        |
| FG%                      | Phoenix Suns           | 48,6%       |
| FT%                      | Philadelphia 76ers     | 82,0%       |
| 3FG%                     | Miami Heat             | 37,9%       |
| +/−                      | Phoenix Suns           | +7,8        |

## Díjak

### Éves díjak
| Díj                                 | Díjazott                         | Jelöltek |
| ----------------------------------- | -------------------------------- | --- |
| Most Valuable Player                | Nikola Jokić (Denver Nuggets)    | Jánisz Antetokúnmpo (Milwaukee Bucks) Joel Embiid (Philadelphia 76ers)                                                                                       |
| Az év védekező játékosa             | Marcus Smart (Boston Celtics)    | Mikal Bridges (Phoenix Suns) Rudy Gobert (Utah Jazz) |
| NBA Az év újonca                    | Scottie Barnes (Toronto Raptors) | Cade Cunningham (Detroit Pistons) Evan Mobley (Cleveland Cavaliers)                                                                                          |
| Az év hatodik embere                | Tyler Herro (Miami Heat)         | Cam Johnson (Phoenix Suns) Kevin Love (Cleveland Cavaliers)                                                                                                  |
| Legtöbbet fejlődött játékos         | Ja Morant (Memphis Grizzlies)    | Darius Garland (Cleveland Cavaliers) Dejounte Murray (San Antonio Spurs)                                                                                     |
| Az év edzője                        | Monty Williams (Phoenix Suns)    | Taylor Jenkins (Memphis Grizzlies) Erik Spoelstra (Miami Heat)                                                                                               |
| Az év ügyvezetője                   | Zach Kleiman (Memphis Grizzlies) | Koby Altman (Cleveland Cavaliers) Artūras Karnišovas (Chicago Bulls)                                                                                         |
| NBA Sportember-díj                  | Patty Mills (Brooklyn Nets)      | Bam Adebayo (Miami Heat) Mikal Bridges (Phoenix Suns) Darius Garland (Cleveland Cavaliers) Jeff Green (Denver Nuggets) Jaren Jackson Jr. (Memphis Grizzlies) |
| J. Walter Kennedy Citizenship Award |                                  | |
| Twyman–Stokes Az év csapattársa-díj | Jrue Holiday (Milwaukee Bucks)   | Boban Marjanović (Dallas Mavericks) DeMar DeRozan (Chicago Bulls)                                                                                            |
| Community Assist Award              |                                  | |

| - All-NBA Első csapat - F Jánisz Antetokúnmpo (Milwaukee Bucks) - F Jayson Tatum (Boston Celtics) - C Nikola Jokić (Denver Nuggets) - G Luka Dončić (Dallas Mavericks) - G Devin Booker (Phoenix Suns) | - All-NBA Második csapat - F DeMar DeRozan (Chicago Bulls) - F Kevin Durant (Brooklyn Nets) - C Joel Embiid (Philadelphia 76ers) - G Stephen Curry (Golden State Warriors) - G Ja Morant (Memphis Grizzlies) | - All-NBA Harmadik csapat - F LeBron James (Los Angeles Lakers) - F Pascal Siakam (Toronto Raptors) - C Karl-Anthony Towns (Minnesota Timberwolves) - G Chris Paul (Phoenix Suns) - G Trae Young (Atlanta Hawks) |

| - NBA Első védekező csapat: - F Jánisz Antetokúnmpo, (Milwaukee Bucks) - F Jaren Jackson Jr., (Memphis Grizzlies) - C Rudy Gobert (Utah Jazz) - G Marcus Smart (Boston Celtics) - G Mikal Bridges (Phoenix Suns) | - NBA Második védekező csapat: - F Bam Adebayo (Miami Heat) - F Draymond Green (Golden State Warriors) - C Robert Williams III (Boston Celtics) - G Jrue Holiday (Milwaukee Bucks) - G Matisse Thybulle (Philadelphia 76ers) |

| - NBA Első újonc csapat: - Scottie Barnes (Toronto Raptors) - Cade Cunningham (Detroit Pistons) - Evan Mobley (Cleveland Cavaliers) - Franz Wagner (Orlando Magic) - Jalen Green (Houston Rockets) | - NBA Második újonc csapat: - Herbert Jones (New Orleans Pelicans) - Josh Giddey (Oklahoma City Thunder) - Bones Hyland (Denver Nuggets) - Ayo Dosunmu (Chicago Bulls) - Chris Duarte (Indiana Pacers) |

### A hét játékosa
| Hét                        | Keleti főcsoport                            | Nyugati főcsoport                                     | For.    |
| -------------------------- | ------------------------------------------- | ----------------------------------------------------- | ------- |
| október 19–24.             | Miles Bridges (Charlotte Hornets) (1/1)     | Stephen Curry (Golden State Warriors) (1/2)           | [ 115 ] |
| október 25–31.             | Jimmy Butler (Miami Heat) (1/1)             | Rudy Gobert (Utah Jazz) (1/1)                         | [ 116 ] |
| november 1–7.              | Jarrett Allen (Cleveland Cavaliers) (1/1)   | Paul George (Los Angeles Clippers) (1/1)              | [ 117 ] |
| november 8–14.             | Kevin Durant (Brooklyn Nets) (1/2)          | Stephen Curry (Golden State Warriors) (2/2)           | [ 118 ] |
| november 15–21.            | Jánisz Antetokúnmpo (Milwaukee Bucks) (1/1) | Damian Lillard (Portland Trail Blazers) (1/1)         | [ 119 ] |
| november 22–28.            | Trae Young (Atlanta Hawks) (1/3)            | Devin Booker (Phoenix Suns) (1/3)                     | [ 120 ] |
| november 29. – december 5. | DeMar DeRozan (Chicago Bulls) (1/3)         | Donovan Mitchell (Utah Jazz) (1/1)                    | [ 121 ] |
| december 6–12.             | Domantas Sabonis (Indiana Pacers) (1/1)     | LeBron James (Los Angeles Lakers) (1/1)               | [ 122 ] |
| december 13–19.            | Jayson Tatum (Boston Celtics) (1/4)         | Karl-Anthony Towns (Minnesota Timberwolves) (1/3)     | [ 123 ] |
| december 20–26.            | Kemba Walker (New York Knicks) (1/1)        | Shai Gilgeous-Alexander (Oklahoma City Thunder) (1/1) | [ 124 ] |
| december 27. – január 2.   | DeMar DeRozan (Chicago Bulls) (2/3)         | Ja Morant (Memphis Grizzlies) (1/1)                   | [ 125 ] |
| január 3–9.                | Fred VanVleet (Toronto Raptors) (1/1)       | Ja Morant (Memphis Grizzlies) (1/2)                   | [ 126 ] |
| január 10–16.              | Darius Garland (Cleveland Cavaliers) (1/1)  | Devin Booker (Phoenix Suns) (2/3)                     | [ 127 ] |
| január 17–23.              | Trae Young (Atlanta Hawks) (2/3)            | Nikola Jokić (Denver Nuggets) (1/2)                   | [ 128 ] |
| január 24–30.              | Joel Embiid (Philadelphia 76ers) (1/2)      | Chris Paul (Phoenix Suns) (1/1)                       | [ 129 ] |
| január 31. – február 6.    | Pascal Siakam (Toronto Raptors) (1/1)       | Brandon Ingram (New Orleans Pelicans) (1/1)           | [ 130 ] |
| február 7–13.              | DeMar DeRozan (Chicago Bulls) (2/3)         | Luka Dončić (Dallas Mavericks) (1/3)                  | [ 131 ] |
| február 28. – március 6.   | Jayson Tatum (Boston Celtics) (2/4)         | Karl-Anthony Towns (Minnesota Timberwolves) (2/3)     | [ 132 ] |
| március 7–13.              | Kevin Durant (Brooklyn Nets) (2/2)          | Luka Dončić (Dallas Mavericks) (2/3)                  | [ 133 ] |
| március 14–20.             | Jayson Tatum (Boston Celtics) (3/4)         | Karl-Anthony Towns (Minnesota Timberwolves) (3/3)     | [ 134 ] |
| március 21–27.             | Jayson Tatum (Boston Celtics) (4/4)         | Devin Booker (Phoenix Suns) (3/3)                     | [ 135 ] |
| március 28. – április 3.   | Trae Young (Atlanta Hawks) (3/3)            | Nikola Jokić (Denver Nuggets) (2/2)                   | [ 136 ] |
| április 4–10.              | Joel Embiid (Philadelphia 76ers) (2/2)      | Luka Dončić (Dallas Mavericks) (3/3)                  | [ 137 ] |

### A hónap játékosa
| Hónap            | Keleti főcsoport                            | Nyugati főcsoport                           | For.    |
| ---------------- | ------------------------------------------- | ------------------------------------------- | ------- |
| Október/November | Kevin Durant (Brooklyn Nets) (1/1)          | Stephen Curry (Golden State Warriors) (1/1) | [ 138 ] |
| December         | Joel Embiid (Philadelphia 76ers) (1/2)      | Donovan Mitchell (Utah Jazz) (1/1)          | [ 139 ] |
| Január           | Joel Embiid (Philadelphia 76ers) (2/2)      | Nikola Jokić (Denver Nuggets) (1/2)         | [ 140 ] |
| Február          | DeMar DeRozan (Chicago Bulls) (1/1)         | Luka Dončić (Dallas Mavericks) (1/1)        | [ 141 ] |
| Március/Április  | Jánisz Antetokúnmpo (Milwaukee Bucks) (1/1) | Nikola Jokić (Denver Nuggets) (2/2)         | [ 142 ] |

### A hónap újonca
| Hónap            | Keleti főcsoport                        | Nyugati főcsoport                         | For.    |
| ---------------- | --------------------------------------- | ----------------------------------------- | ------- |
| Október/November | Evan Mobley (Cleveland Cavaliers) (1/1) | Josh Giddey (Oklahoma City Thunder) (1/4) | [ 143 ] |
| December         | Franz Wagner (Orlando Magic) (1/1)      | Josh Giddey (Oklahoma City Thunder) (2/4) | [ 144 ] |
| Január           | Cade Cunningham (Detroit Pistons) (1/1) | Josh Giddey (Oklahoma City Thunder) (3/4) | [ 145 ] |
| Február          | Scottie Barnes (Toronto Raptors) (1/2)  | Josh Giddey (Oklahoma City Thunder) (4/4) | [ 146 ] |
| Március/Április  | Scottie Barnes (Toronto Raptors) (2/2)  | Jalen Green (Houston Rockets) (1/1)       | [ 147 ] |

### A hónap edzője
| Hónap            | Keleti főcsoport                              | Nyugati főcsoport                        | For.    |
| ---------------- | --------------------------------------------- | ---------------------------------------- | ------- |
| Október/November | Billy Donovan (Chicago Bulls) (1/1)           | Monty Williams (Phoenix Suns) (1/2)      | [ 148 ] |
| December         | Erik Spoelstra (Miami Heat) (1/1)             | Taylor Jenkins (Memphis Grizzlies) (1/1) | [ 149 ] |
| Január           | J. B. Bickerstaff (Cleveland Cavaliers) (1/1) | Monty Williams (Phoenix Suns) (2/2)      | [ 150 ] |
| Február          | Ime Udoka (Boston Celtics) (1/2)              | Quin Synder (Utah Jazz) (1/1)            | [ 151 ] |
| Március/Április  | Ime Udoka (Boston Celtics) (2/2)              | Jason Kidd (Dallas Mavericks) (1/1)      | [ 152 ] |

## Arénák
- 2021 nyarán átnevezték a Miami Heat arénáját American Airlines Arénáról, FTX Arénára.[153]
- 2021 nyarán az NBA-döntő idején átnevezték a Phoenix Suns arénáját Footprint Centerre.[154]
- 2021 nyarán átnevezték az Oklahoma City Thunder arénáját Chesapeake Energy Arénáról, Paycom Centerre.[155]
- 2021. szeptember 27-én átnevezték az Indiana Pacers arénáját Bankers Life Fieldhouse-ról, Gainbridge Fieldhouse-ra.[156]
- A Toronto Raptors visszatért a Scotiabank Arenába, miután az előző szezon hazai mérkőzéseit Tampában játszotta a Covid19-pandémia miatt.[157]
- A Los Angeles Lakers és a Los Angeles Clippers otthona, a Staples Center 2021. december 25-től Crypto.com Arena néven működik.[158]

## Média
Ez lesz az NBA hatodik éve a kilenc éves szerződésből az ABC-vel, az ESPN-nel, a TNT-vel és az NBA TV-vel.
A Portland Trail Blazers leszerződött a Root Sports Northwesttel, amely a csapat hazai meccseit fogja közvetíteni a NBC Sports Northwest helyett.

## Fontos események
- Ebben a szezonban lesz ismét a Wilson a hivatalos NBA-labdák gyártója, a Spalding helyét átvéve. A Wilson 1946 és 1983 között, még a Basketball Association of America (BAA) ligával megegyezésben adta a hivatalos labdákat korábban.[161][162]
- 2021. augusztus 6-án Duncan Robinson hosszabbított a Miami Heat csapatával egy 5 éves, 90 millió dolláros szerződés értelmében, amely a legnagyobb szerződés, amelyet egy, a drafton ki nem választott játékosnak adtak a liga történetében.[163]
- 2021. augusztus 10-én Luka Dončić aláírt egy öt éves, 207 millió dolláros újonc-szerződést a Dallas Mavericks csapatával, amely a legnagyobb a liga történetében.[164]
- 2021. október 20.: Jarrett Allen lett az első játékos a 24 másodperces támadóidő bevezetése óta, aki egy szezonnyitón sorozatban 10 mezőnykosarat szerzett, kihagyott lehetőség nélkül.[165]
- 2021. október 20.: Buddy Hield megelőzte Peja Stojakovićot, hogy a Sacramento Kings legtöbb hárompontos mezőnygólt szerző játékosa legyen a csapat történetében.
- 2021. október 22.: James Harden megelőzte a negyedik helyen álló Kyle Korvert az NBA történetében legtöbb hárompontost szerző játékosok listáján.[166] Csapattársa, Patty Mills lett az első játékos, aki egy szezon első két meccsén bedobta első tíz hárompontos próbálkozását.[167]
- 2021. október 22.: Lonzo Ball lett az első játékos, aki három különböző csapatban is tripladuplát szerzett 24 éves kora előtt.
- 2021. október 22.: Chris Paul lett az első játékos, aki legalább 20 pontot szerzett és legalább 10 ezer gólpasszt adott NBA-karrierjében.[168]
- 2021. október 23.: Tyler Herro lett az első játékos a Miami Heat franchise történetében, aki a cserepadról beállva legalább 30 pontot és 10 lepattanót szerzett.[169]
- 2021. október 24.: a Charlotte Hornets legyőzte a Brooklyn Nets csapatát, ezzel először a franchise történetében a Hornets megnyerte a szezon első három mérkőzését.[170]
- 2021. október 24.: Jalen Green lett az első játékos a Houston Rockets történetében, aki újoncként legalább 30 pontot és 8 hárompontost szerzett.[171]
- 2021. október 24.: Carmelo Anthony megelőzte Moses Malone-t az NBA történetében legtöbb pontot szerző játékosok listáján, így már a kilencedik.[172]
- 2021. október 25.: a Chicago Bulls megverte a Toronto Raptors csapatát (111–108), ezzel az 1996–1997-es szezon óta először négy győzelemmel kezdtek egy idényt.[173]
- 2021. október 25.: Ja Morant lett az első játékos a Memphis Grizzlies történetében, aki egy mérkőzésen legalább 40 pontot és 10 gólpasszt szerzett.[174]
- 2021. október 28.: Jalen Green (Houston Rockets) és Jordan Clarkson (Utah Jazz) lettek az első két filippínó származású játékosok, akik együtt játszottak az NBA-ben.[175]
- 2021. november 2.: Chris Paul megelőzte Steve Nasht az NBA legtöbb gólpasszt adó játékosainak listáján, így már harmadik.[176]
- 2021. november 6.: Doc Rivers lett a tizedik edző az NBA történetében, aki 1000 mérkőzést nyert meg a ligában.[177]
- 2021. november 24.: Kevin Durant megelőzte Allen Iversont az NBA történetében legtöbb pontot szerző játékosok listáján, így már huszonötödik.
- 2021. december 2.: a Memphis Grizzlies 73 ponttal megverte az Oklahoma City Thundert, amely a legnagyobb különbségű győzelem az NBA történetében.[178]
- 2021. december 4.: Duncan Robinson lett a leggyorsabb játékos, aki elérte a 600 hárompontost karrierjében, mindössze 184 mérkőzésen, megdöntve Donovan Mitchell 240 meccses rekordját.[179]
- 2021. december 9.: LeBron James lett az ötödik játékos az NBA történetében, aki elért 100 tripladuplát karrierjében.[180]
- 2021. december 14.: Stephen Curry megelőzte Ray Allent, mint a legtöbb hárompontost szerző játékos az NBA történetében.[181][182]
- 2021. december 27.: Greg Monroe volt az 541. játékos, aki pályára lépett a szezonban. A liga történetében ebben a szezonban játszott a legtöbb játékos.[183]
- 2021. december 28.: Stephen Curry lett az első és a leggyorsabb játékos, aki elérte a 3000 hárompontost karrierjében, mindössze 793 mérkőzésen. Curry ezek mellett beállította saját rekordját a leghosszabb mérkőzéssorozatért, melyen legalább egy hárompontost szerzett egy játékos (157).[184]
- 2021. december 28.: LeBron James lett a legfiatalabb játékos az NBA történetében, aki elérte a 36 ezer szerzett pontot karrierje során (36 év, 363 nap), és mindössze a harmadik játékos, akinek ez sikerült.[185]
- 2021. december 31.: 1983 óta Robert Williams III az első játékos, aki tripladuplát és öt blokkot szerzett, miközben egy dobást se hagyott ki egy mérkőzésen.[186]
- 2022. január 1.: LeBron James lett a második játékos az NBA történetében, aki 40 pontot szerzett, egyetlen labdavesztés nélkül, 35. születésnapja után (a másik Michael Jordan). Ő lett ezek mellett az első, aki legalább 40 pontot, 10 lepattanót és három hárompontost szerzett kevesebb, mint 30 perc alatt.
- 2022. január 1.: Stephen Curry megdöntötte saját rekordját a leghosszabb mérkőzéssorozatért, melyen legalább egy hárompontost szerzett egy játékos (158).[187]
- 2022. január 2.: Josh Giddey lett a legfiatalabb játékos az NBA történetében (19 év és 84 nap), aki tripladuplát szerzett, megelőzve LaMelo Ballt.[188] Ezek mellett ő lett a legfiatalabb játékos, aki egy meccsen a legtöbb pontot, legtöbb gólpasszt és legtöbb lepattanót szerezte, Luka Dončić után a második tinédzserként.
- 2022. január 3.: LeBron James az ezen a napon játszott meccsen átlépte a 70%-os pályáralépési minimumot , ahhoz, hogy teljesítményét figyelembe lehessen venni a pont/mérkőzés kategóriában, a szezonban 28.6 pontot átlagol, amellyel a legidősebb játékos lett, aki legalább 25 pontot átlagolt egy évadban. Korábban ő volt a legfiatalabb is, 20 évesen, második szezonjában.[189] Megelőzte Oscar Robertsont a szerzett büntetődobások ranglistáján, így már negyedik.[190]
- 2022. január 5.: Russell Westbrook 2016. március 14. óta lejátszotta első mérkőzését labdavesztés nélkül. Ez a leghosszabb mérkőzéssorozat (407) a statisztika számításának kezdete óta (1977–1978-as szezon), amely során a játékos legalább egyszer elvesztette a labdát minden meccsen
- 2022. január 7.: LeBron James lett a legidősebb játékos (37 év) az NBA történetében, aki sorozatban 10 mérkőzésen legalább 25 pontot szerzett. Megelőzte Alvin Robertsont a labdaszerzési örökranglistán, így már tizedik.[191]
- 2022. január 9.: Klay Thompson lejátszotta első mérkőzését több, mint 31 hónap (vagy 941 nap) eltelte után, a 2019-es NBA-döntő utolsó, hatodik meccse óta.[192]
- 2022. január 9.: LeBron James megelőzte Oscar Robertsont a szerzett gólpasszok ranglistáján, így már hetedik.[193]
- 2022. január 13.: Jánisz Antetokúnmpo lett az első játékos az NBA történetében, aki kevesebb, mint 30 perc alatt szerzett egy 30–12–11-es tripladuplát és ő lett az első,[194] aki több 30 pontos tripladuplát is tudott szerezni, kevesebb, mint 30 perc alatt.[195] Ezek mellett utolérte Michael Jordan 18. helyezését egy pályafutás alatt szerzett legtöbb tripladupláért, huszonnyolccal.[196][197] Mindezeken kívül ő lett az első játékos a liga történetében, aki kevesebb, mint 30 játszott perccel első volt egy mérkőzésen pontokban, lepattanókban, gólpasszokban és blokkokban is (az utolsó kategóriát az 1973–1974-es szezon óta tartják számon).[198]
- 2022. január 15.: James Harden megdöntötte az NBA-rekordot a legtöbb kihagyott hárompontosért, 4457-tel. A rekord korábbi tartója Ray Allen volt.[199]
- 2022. január 20.: Joel Embiid beállította 50 pontos karriercsúcsát, 12 lepattanó és három blokk mellett, 17/23 arányú mezőnygól-hatékonysággal és 15 büntetőből (17 próbálkozásból), mindössze 27 perc alatt. Ez Klay Thompson 26 perc alatt szerzett 52 pontja után a második legrövidebb játékidő, amely alatt egy játékos 50 pontot szerzett. Ezen a meccsen szerzett pontjaival Allen Iverson és Wilt Chamberlain után ő lett az első 76ers-játékos, aki többször is szerzett 50 pontot.[200]
- 2022. január 20.: LeBron James az ötödik játékos lett az NBA történetében, aki legalább 30 ezer pontot és 10 ezer lepattanót szerzett karrierjében. Ezek mellett ő az első 30 ezer ponttal, 10 ezer lepattanóval és 9 ezer gólpasszal.[201][202]
- 2022. január 20.: Chris Paul karrierjében tizenharmadjára szerzett legalább 20 pontot és 10 gólpasszt, labdavesztés nélkül. Ezzel megelőzte Tim Hardawayt a legtöbb ilyen mérkőzésért.
- 2022. január 21.: Dwight Howard megelőzte Nate Thurmondot az NBA lepattanó-örökranglistáján, így már tizedik.[203]
- 2022. január 23.: Anthony Edwards lett a legfiatalabb játékos az NBA-történetében (20 év, 171 nap), aki 300 hárompontost szerzett.[204]
- 2022. január 23.: Jayson Tatum lett a negyedik játékos az NBA történetében, aki legalább 50 pontot, 10 gólpasszt, 5 lepattanót és 9 hárompontost szerzett egy mérkőzésen,[205][206] annak ellenére, hogy korábban 20 próbálkozást kihagyott.[207] Ő és Jaylen Brown lettek a negyedik csapattárs-páros, akik szereztek legalább 50 pontot és 10 lepattanót egy meccsen, ugyanabban a szezonban.[208]
- 2022. január 23.: Jimmy Butler megelőzte LeBron Jamest a Miami Heat tripladupla örökranglistáján.[209]
- 2022. január 23.: Stephen Curry lett az első játékos az NBA történetében, aki megnyert egy mérkőzést úgy, hogy kihagyott legalább 12 hárompontost és csak egyet szerzett.[210]
- 2022. január 25.: Nikola Jokić lett az első játékos az NBA történetében, aki legalább 5000 lepattanót és 3000 gólpasszt szerzett pályafutásának első 500 mérkőzésén.[211]
- 2022. január 25.: Anthony Edwards lett az első játékos az NBA történetében, aki legalább 40 pontot, 9 lepattanót, 3 blokkot, 3 labdaszerzést és 5 hárompontos szerzett egy mérkőzésen. Ezek mellett ő lett a második játékos (Carmelo Anthony után), aki 40 pontot szerzett gólpassz nélkül, 20 évesen vagy fiatalabban. A játékos a mérkőzés után „Fekete Jézus”-nak nevezte magát.[212][213]
- 2022. január 26.: Kelly Oubre lett a negyedik játékos az NBA történetében (J. R. Smith, Danilo Gallinari és Donyell Marshall után), aki legalább tíz hárompontost szerzett úgy, hogy a cserepadról kezdte a mérkőzést. A Charlotte Hornets ugyanezen a mérkőzésen csapatrekord 158 pontot szerzett, míg LaMelo Ballnak 45-ös +/– statisztikája volt.[214][215]
- 2022. január 29.: Russell Westbrook 30 pontot szerzett a második félidőben, amely Kobe Bryant utolsó mérkőzése óta a legtöbb egy Lakers-játékostól.[216]
- 2022. január 29.: A Toronto Raptors lett az első csapat a 24 másodperces támadóidő bevezetése óta, amelynek öt játékosa is több, mint 50 percet játszott egy meccsen.[217][218]
- 2022. február 1.: Josh Giddey lett a negyedik tinédzser az NBA történetében, aki 500 pontot, 200 lepattanót és 200 gólpasszt szerzett első 45 mérkőzésén (LeBron James, Luka Dončić és LaMelo Ball után).[219]
- 2022. február 1.: Gary Trent Jr. lett az első játékos az NBA történetében, akinek sorozatban öt 30-pontos mérkőzése volt úgy, hogy előző száz mérkőzésén kevesebb, mint ötször szerzett legalább 30 pontot.[220]
- 2022. február 4.: Gregg Popovich lett az első edző az NBA történetében, aki megnyert legalább 1500 mérkőzést.[221]
- 2022. február 5.: Luka Dončić megelőzte Fat Levert az NBA tripladupla örökranglistáján, így már tizedik, 44 ilyen teljesítménnyel.[222]
- 2022. február 6.: a Milwaukee Bucks lett az első csapat az NBA történetében, akiknek a teljes kezdőcsapata legalább 15 pontot, 5 lepattanót és 2 hárompontost szerzett, ugyanazon a mérkőzésen.[223]
- 2022. február 9.: Jánisz Antetokúnmpo, Joel Embiid és LeBron James sorozatban 20 mérkőzésen szereztek legalább 25 pontot. Ez az első szezon, hogy ezt három játékos is elérte egy szezonban.[224]
- 2022. február 9.: Jánisz Antetokúnmpo lett a harmadik játékos az NBA történetében, aki legalább 40 pontot, 10 lepattanót, 5 gólpasszt szerzett, úgy, hogy közben legalább 85%-os hatékonysággal dobott (Wilt Chamberlain és Kareem Abdul-Jabbar után).[225]
- 2022. február 10.: Gary Trent Jr. a tizedik játékos lett az NBA történetében, aki legalább 40 pontot, és 5 hárompontost szerzett egy mérkőzésen, 5 labdaszerzést mellett.[226]
- 2022. február 12.: LeBron James megelőzte Kareem Abdul-Jabbart az NBA örökranglistáján a legtöbb szerzett pontért az alapszakaszban és a rájátszásban összesítve.[227]
- 2022. február 12.: DeMar DeRozan beállította Michael Jordan csapatrekordját (az NBA történetében ez a második legtöbb) azzal, hogy sorozatban öt mérkőzésen is legalább 35 pontot szerzett.[228] 2021. november 22-én DeRozan már megdöntötte Jordan egyik rekordját, mikor 425 pontot szerzett első 16 mérkőzésén a csapatban, mindössze eggyel megelőzve a legenda újonc szezonját.[229]
- 2022. február 12.: Gregg Popovich, a San Antonio Spurs edzője megnyerte 1332. alapszakasz-mérkőzését, amellyel már második az örökranglistán (Lenny Wilkensszel együtt).[230]
- 2022. február 12.: Nikola Jokić lett az ötödik játékos az NBA történetében, aki több szezonban is legalább 15 tripladuplát tudott szerezni.
- 2022. február 13.: Dejounte Murray lett az első játékos az NBA történetében a labdavesztés statisztika számítása óta (1977–1978), aki legalább 30 pontot és 10 lepattanót szerzett sorozatban több mérkőzésen, úgy, hogy maximum egy labdavesztése volt.
- 2022. február 14.: DeMar Derozan sorozatban hatodik mérkőzésén dobott legalább 35 pontot, beállítva Wilt Chamberlain 1960–1961-ben beállított rekordját. 50%-os hatékonysága ez alatt az időszak alatt NBA-rekord.[231][232]
- 2022. február 14.: Josh Giddey lett a legfiatalabb játékos az NBA történetében, aki két egymás utáni mérkőzésen tripladuplát és 20 pontos tripladuplát szerzett.
- 2022. február 15.: a Boston Celtics lett az első csapat az NBA történetében, amely sorozatban három idegenbeli mérkőzést is legalább 30 ponttal nyert meg.[233]
- 2022. február 15.: D’Angelo Russell lett a második legfiatalabb játékos az NBA-ben (Buddy Hield után), aki 1000 hárompontost dobott karrierje során.[234]
- 2022. február 16.: DeMar DeRozan sorozatban hetedik mérkőzésén szerzett legalább 35 pontot, legalább 50%-os hatékonysággal,[235][236] megdöntve Wilt Chamberlain rekordját.[237]
- 2022. február 16.: Lou Williams megelőzte Dell Curryt, így már a legtöbbször csereként szereplő játékos az NBA történetében, 985 mérkőzéssel.[238]
- 2022. február 17.: Duncan Robinson érte el leggyorsabban a 700 szerzett hárompontost karrierjében az NBA-ben. Mindössze 215 mérkőzésre volt szüksége, a rekordot a Charlotte Hornets ellen döntötte meg, hat hárompontossal. A rekordot eddig Buddy Hield tartotta, 269 meccsel.[239]
- 2022. február 18.: Luka Dončić lett a negyedik játékos az NBA történetében, aki egy hónapban többször is legalább 45 pontot, 15 lepattanót és 5 gólpasszt szerzett egy mérkőzésen.[240] Ezek mellett az első játékos, aki egy meccsen legalább 40 pontot, 15 lepattanót, 5 gólpasszt, 5 hárompontost és +20-as plusz-minuszt ért el.[241]
- 2022. február 19.: Karl-Anthony Towns lett az első center, aki megnyerte az NBA hárompontos versenyt és megdöntötte a rekordot a legtöbb szerzett pontért (29) a verseny közben.[242]
- 2022. február 20.: Stephen Curry megdöntötte a rekordot a legtöbb hárompontosért egy All Star-gálán (16), egy félidőben (8) és egy negyedben (6).[243][244]
- 2022. február 24.: DeMar DeRozan lett a hetedik játékos az NBA történetében (Wilt Chamberlain, Elgin Baylor, Michael Jordan, Kobe Bryant, LeBron James és James Harden után), aki sorozatban nyolc mérkőzésen 35 pontot szerzett, illetve meghosszabbította 50%-os hatékonyságú 35 pontos mérkőzés-sorozatát.[245][246][247]
- 2022. március 5.: DeMarcus Cousins 2018. január 22. óta először szerzett 30 pontot.[248]
- 2022. március 5.: LeBron James szezoncsúcs 56 pontot szerzett, amely egyben a legtöbb pontja volt egy meccsen a Lakers tagjaként. Ő lett a negyedik NBA-játékos, aki legalább 50 pontot szerzett 37 évesen (Michael Jordan, Kobe Bryant és Jamal Crawford után) és a második legtöbb szerzett pont, miután egy játékos 35 éves lett, Bryant 60 pontos utolsó mérkőzése után. Ő lett a legidősebb játékos, aki 55 pontot és 10 lepattanót szerzett egy mérkőzésen és az első játékos Shaquille O’Neal óta (2000). Az első játékos az NBA történetében, akinek volt 50 pontos mérkőzése mielőtt 21 és miután 35 éves lett.
- 2022. március 6.: Bojan Bogdanović lett az első NBA-játékos a liga történetében, aki legalább 11 hárompontost szerzett úgy, hogy nem dobott kétpontos mezőnygólt.[249][250]
- 2022. március 6.: Kevin Durant lett az huszonharmadik NBA-játékos a liga történetében, aki 25 ezer pontot dobott karrierjében.[251]
- 2022. március 10.: A Minnesota Timberwolves 2004 óta először nyert meg sorozatban hat mérkőzést.[252]
- 2022. március 11.: Gregg Popovich megnyerte 1336. alapszakasz-mérkőzését, amely a legtöbb az NBA történetében.[253]
- 2022. március 13.: LeBron James lett a hetedik játékos a liga történetében, aki elért 10 ezer gólpasszt. Az első játékos, akinek 30 ezer pontja, 10 ezer lepattanója és 10 ezer gólpassza van.
- 2022. március 14.: Karl-Anthony Towns megdöntötte a Timberwolves csapatrekordját egy mérkőzésen szerzett pontok tekintetében, 60 pontos teljesítményével a San Antonio Spurs ellen. Mindössze a hatodik játékos volt, aki 60 pontot és 15 lepattanót tudott szerezni egy meccsen.[254]
- 2022. március 14.: Három játékos is több, mint 45 pontot dobott egy este (Karl-Anthony Towns: 60, Stephen Curry: 47, Trae Young: 46), először az NBA történetében.[255]
- 2022. március 15.: Kyrie Irving 60 pontot dobott, amellyel megelőzte Deron Williams-t a Nets-csapatrekordért. Irving és Kevin Durant lette az első csapattárs páros, aki egymást követő meccseken több, mint 50 pontot dobott.[256]
- 2022. március 19.: LeBron James megelőzte Karl Malone-t az NBA pontszerzési örökranglistáján, így már második, csak Kareem Abdul-Jabbar előzi meg.[257]
- 2022. március 31.: Jánisz Antetokúnmpo megelőzte Kareem Abdul-Jabbart a Milwaukee Bucks pontszerzői örökranglistáján.[258]
- 2022. április 5.: A Phoenix Suns megnyerte 63. mérkőzését a szezonban, ami csapatrekordnak számít.[259]
- 2022. április 7.: Anthony Edwards 49 pontot szerzett a San Antonio Spurs ellen, amellyel neki van a második legtöbb 40 pontos mérkőzése az adott játékos 21. születésnapja előtt.
- 2022. április 7.: Nikola Jokić lett az első játékos az NBA történetében, aki 2000 pontot, 1000 lepattanót és 500 gólpasszt szerzett egy szezonban.[260]
- 2022. május 12.: Zach Kleiman lett a legfiatalabb Év ügyvezetője-díjazott az NBA történetében.[110]